# Dermatologie

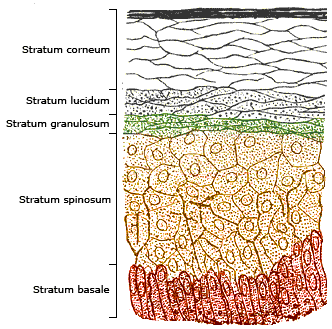
Vrstvy kůže

Dermatologie (z řeckého δερμα, kůže a λόγος, slovo, přeneseně věda) neboli kožní lékařství je obor medicíny zabývající se kůží a jejími deriváty (vlasy, nehty, potní žlázy, atd.) a chorobami kůže. Za zakladatele moderní dermatologie je považován rakouský lékař moravského původu, brněnský rodák Ferdinand von Hebra (1816-1880).

## Lékaři a známí dermatologové
Lékař kožního lékařství - dermatolog - se specializuje na diagnózu a léčbu chorob kůže a kožních derivátů včetně nádorových onemocnění kůže. Je atestován v oboru dermatovenerologie, tedy chorob kožních (dermatologie) a pohlavních (venerologie).
Chirurg-dermatolog (v ČR obvykle označován jako korektivní dermatolog) provádí operace kožních nádorů metodami zahrnujícími i Mohsovu mikrochirurgickou metodu, operace za pomoci laseru, fotodynamickou terapii (PDT) a kosmetické metody s použitím botulotoxinu, skleroterapie, liposukce a augmentace ("zesílení") měkkých tkání.
Dermatopatologové mikroskopicky vyhodnocují vzorky tkání (histopatologie).
Dětští dermatologové (dermatologové pediatři) se specializují na diagnózu a léčbu chorob kůže u dětí.
Známí dermatologové v ČR
Monika Arenbergerová - přední česká dermatoložka působící ve Fakultní nemocnici Královské vinohrady
Petr Arenberger - přední český dermatolog a bývalý ministr zdravotnictví taktéž působící ve Fakultní nemocnici Královské vinohrady

## Podobory

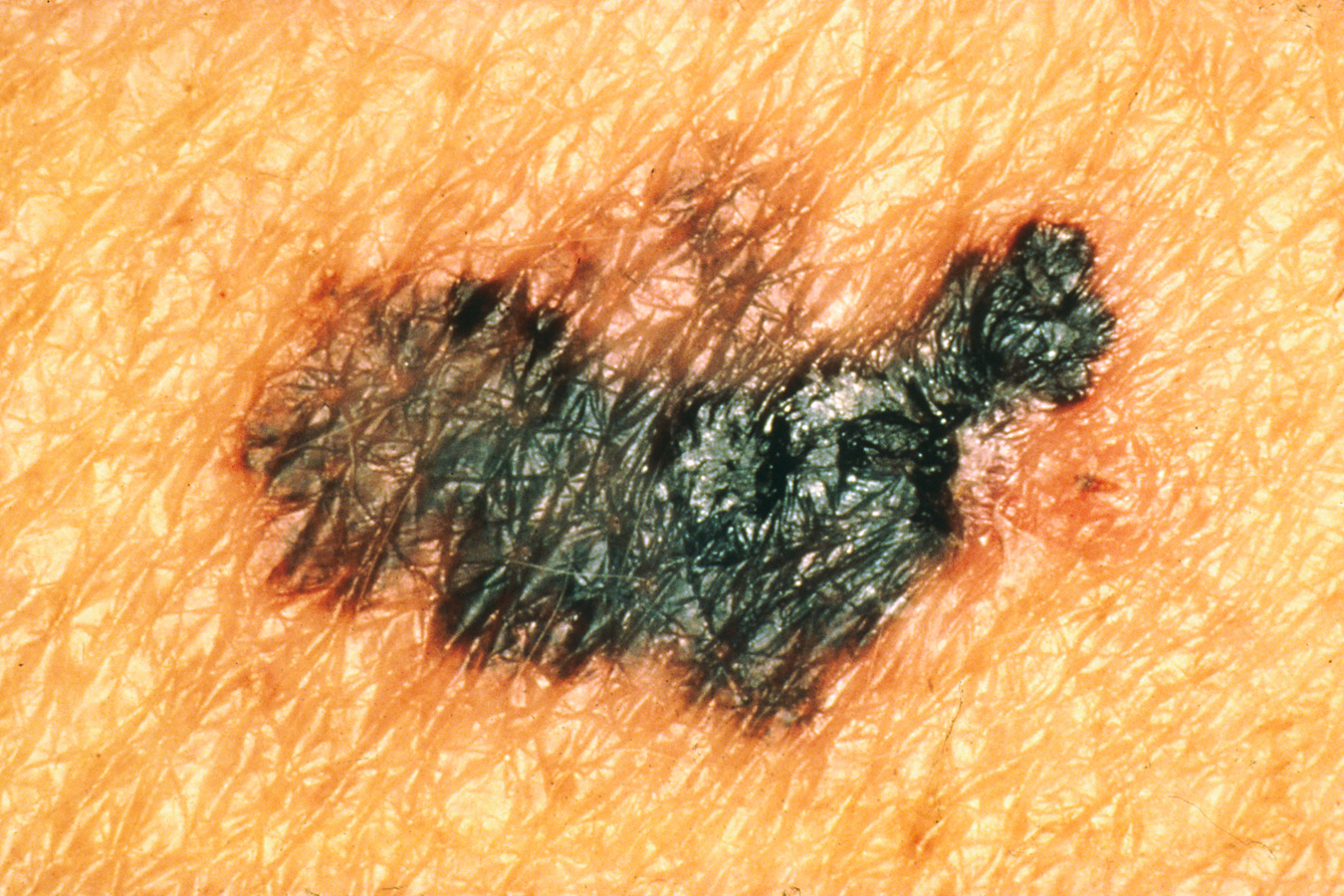
Melanom - velmi zhoubný kožní nádor

Kůže je největší a nejvíce viditelný lidský orgán. Ačkoliv mnoho nemocí kůží se vyskytuje samostatně, některé z nich jsou projevem vnitřního onemocnění. Z tohoto důvodu jsou dermatologové vzděláváni i v oborech jako chirurgie, revmatologie (mnoho revmatologických onemocnění se může projevovat příznaky a změnami na kůži), imunologie, neurologie (tzv. “neurokutánní syndromy” jako neurofibromatóza a tuberózní skleróza), infekční nemoci a endokrinologie. Na významu získává i genetika.

### Venerologie
Venerologie je sesterský obor dermatologie, který diagnostikuje a léčí pohlavně přenosné choroby. Provázanost s dermatologií je dána především historicky tím, že řada pohlavně přenosných chorob se projevuje právě na kůži.

### Flebologie
Flebologie je podobor, který se zabývá problémy povrchového žilního systému. Dermatologie zde ve své působnosti hraničí s chirurgií.

### Korektivní dermatologie
Korektivní dermatologie byla po dlouhou dobu důležitou součástí oboru dermatologie. Na počátku dvacátého století kožní lékaři využívali dermabrazi k vyhlazení jizev po akné a metoda mikropřenosu tuku byla používána k vyplnění kožních defektů.
Dermatologové specializující se v korektivní dermatologii typicky používají k potlačení známek stárnutí neinvazivní metody. Botox se používá od té doby, co ho americký Úřad pro léčiva a potraviny schválil pro ošetření (léčbu) vrásek. Botox se používá k minimalizování vrásek jako čelní vrásky a vějířků vrásek kolem očí. Vyplní se jím linky na obličeji a minimalizuje se objevování nových vrásek. K ošetření kůže se používají i metody využívající záření (lasery, intenzivní pulzní světlo, radiofrekvence, infračervené záření, ultrafialové záření, rentgenové záření a fotodynamická terapie).

### Dermatologická chirurgie
Metody a techniky, které má chirurg-dermatolog k dispozici, zahrnují lasery, tradiční chirurgii, elektrochirurgii, kryochirurgii, fotodynamickou terapii (PDT), liposukci, blefaroplastika (kosmetická operace očních víček), minimálně invazivní plastické operace obličeje (např. “S-lift”) a různé lokální a injekční prostředky jako kožní výplně (např. přenos tuku a kyselina hylauronová). Někteří speciálně vyškolení chirurgové-dermatologové provádějí i Mohsovu mikrochirurgickou metodu, která může být účinná v boji s opakovanými výskyty rakoviny kůže nebo jejími neurčitými nebo těžkými formami.

## Dermatologické vyšetření
Dermatologické vyšetření se obvykle skládá z:
- anamnézy - tj. důkladného zjištění "zdravotní historie" pacienta
- aspekce, tj.prohlédnutí celého pacienta, někdy i s použitím lupy
- palpace, tj.hodnocení pohmatem
- dalších metod podle diferenciálně diagnostické rozvahy
  - vitroprese, tj. stištění kůže sklíčkem a pozorování vzniklých barevných změn
  - histologického vyšetření biopsického materiálu
  - mykologického vyšetření
  - mikrobiologického vyšetření
  - alergologického nebo imunologického vyšetření
  - vyšetření Woodovou lampou, tedy prohlédnutí pod lampou vyzařující UV záření o vlnové délce zhruba 365 nm

## Léčba

### Lokální terapie

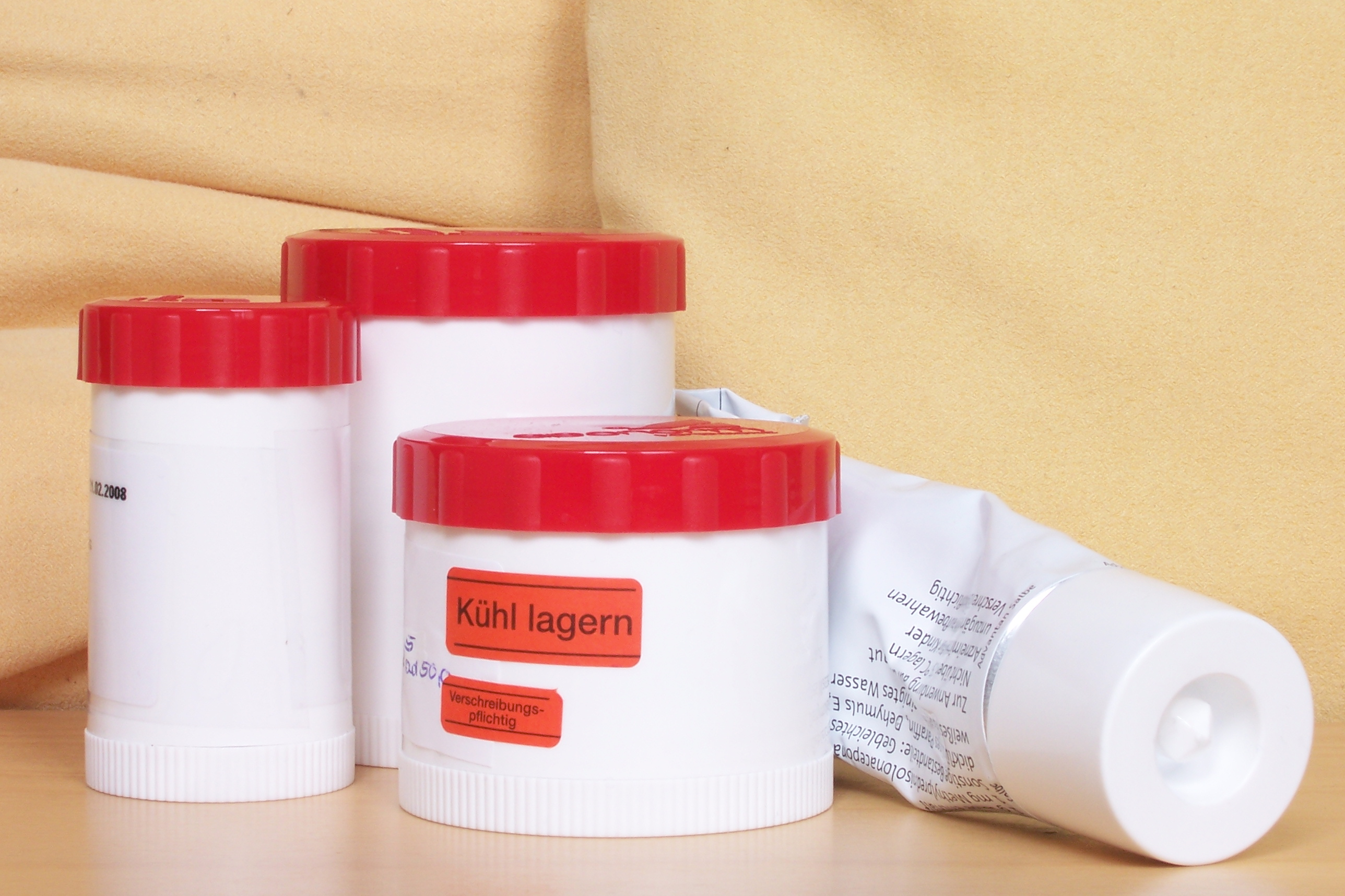
Léčiva ve formě masti

Kůže je maximálně přístupná pro lokální terapii. Antibiotické masti mohou pomoci eliminovat infekce, zatímco zánětlivé kožní choroby jako ekzém a psoriáza (lupénka) často reagují na masti s obsahem kortikoidů.

#### Farmakoterapie
- koupele - např. heřmánková koupel působí slabě protizánětlivě
- obklady
  - vysýchavé
    - chladné a vlažné - ochlazují a působí protizánětlivě
    - teplé - zvyšují prokrvení, působí proti svědění

  - zapařující
- léčivé roztoky
- zásypy - vysušují a odmašťují kůži
- tekuté pudry
- oleje - zvláčňují a promašťují
- masti
- emulze
- pasty

#### Fyzikální terapie

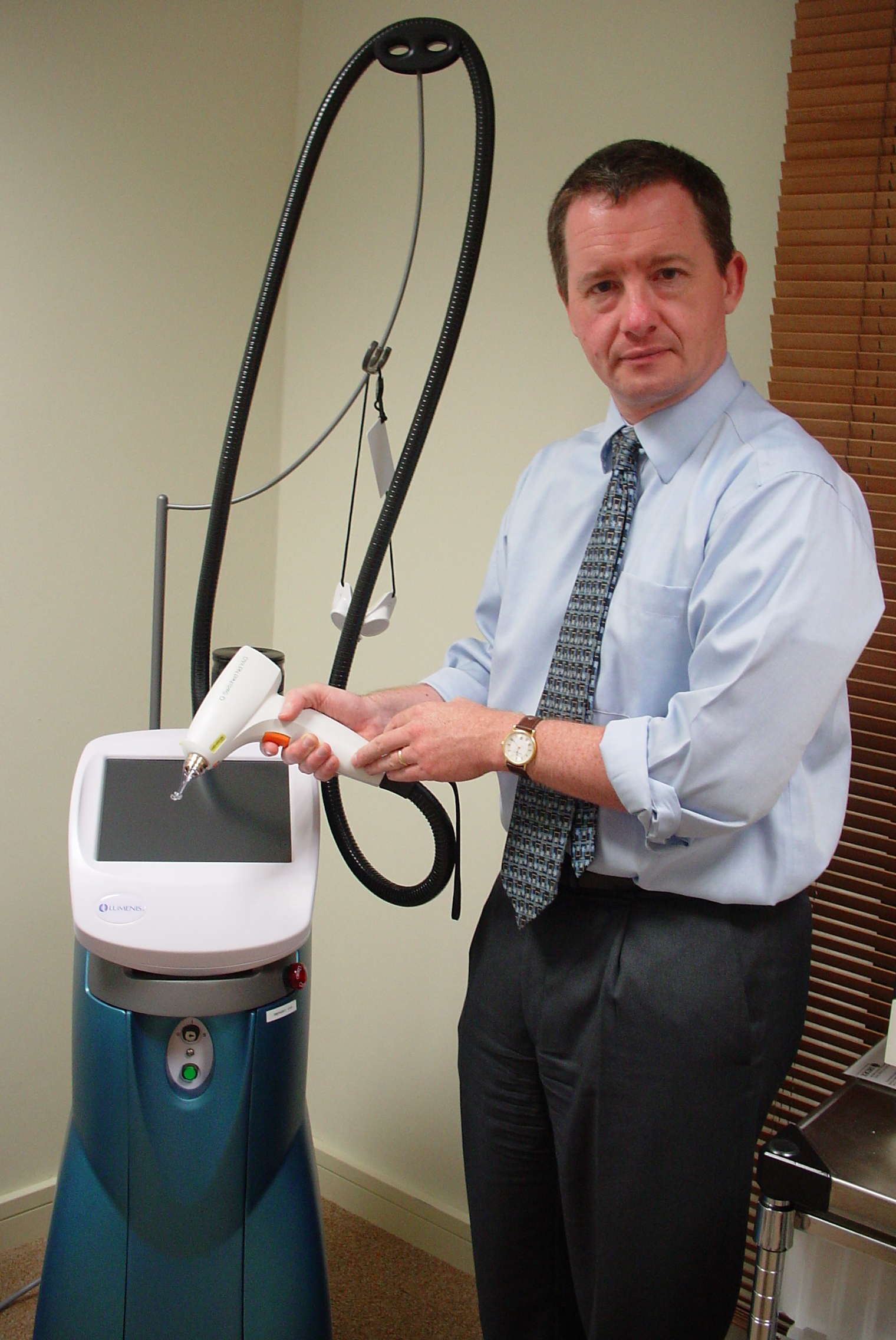
Dermatologický laser

- Bucky paprsky - dlouhovlnné ionozující UV záření (10-15 keV)
- RTG lampa dle Chaoula - krátkovlnné rentgenové záření (cca 50 keV)
- povrchová RTG terapie - 60-120 keV
- Solux lampa - infračervené záření
- rtuťová výbojka - „horské slunce“, UV záření
- PUVA (fotochemoterapie) - před ozařováním se aplikuje látka zvyšující citlivost na záření
- laser
- fototerapie polarizovaným světlem
- elektrokauter - odstranění některých lézí teplem
- kryoterapie - odstranění některých lézí tekutým dusíkem
- ultrazvuková terapie - údajně působí příznivě na nadprodukci vaziva

### Systémová terapie
Pomocí lokální terapie se ošetřuje mnoho kožních nemocí, dermatologové však využívají i celkové (systémové) podání léků. Pro léčbu kožních nemocí se používají antibiotikum a léky k potlačení imunity nebo naopak prostředky ke zvýšení imunity. Isotretinoin se používá při vážných případech cystického akné vulgaris a často způsobuje celoživotní zmírnění příznaků tohoto hyzdícího onemocnění.

### Chirurgická léčba
Chirurgický zákrok provedený chirurgem-dermatologem může být nevyhnutelný, například při léčbě křečových žil nebo rakoviny kůže. Křečové žíly mohou být ošetřeny metodou zvanou skleroterapie (injekční aplikace prostředku, který žíly vyhladí) nebo laserem s dlouhými pulsy Nd:YAG. Nádory kůže mohou být odstraněny vyříznutím, kryochirurgií, rentgenovými paprsky nebo prostředkem zvaným imiquimod. Do péče dermatologa se může dostat i pacient s bércovými vředy (v ČR spadá péče o bércové vředy dermatologům nebo všeobecným chirurgům podle volby pacienta)

### Psychodermatologie a hypnodermatologie
Psychodermatologie a hypnodermatologie zahrnují využití hypnózy v kombinaci s jinými psychologickými terapiemi k léčbě nemocí kůže.

## Dermatologická onemocnění

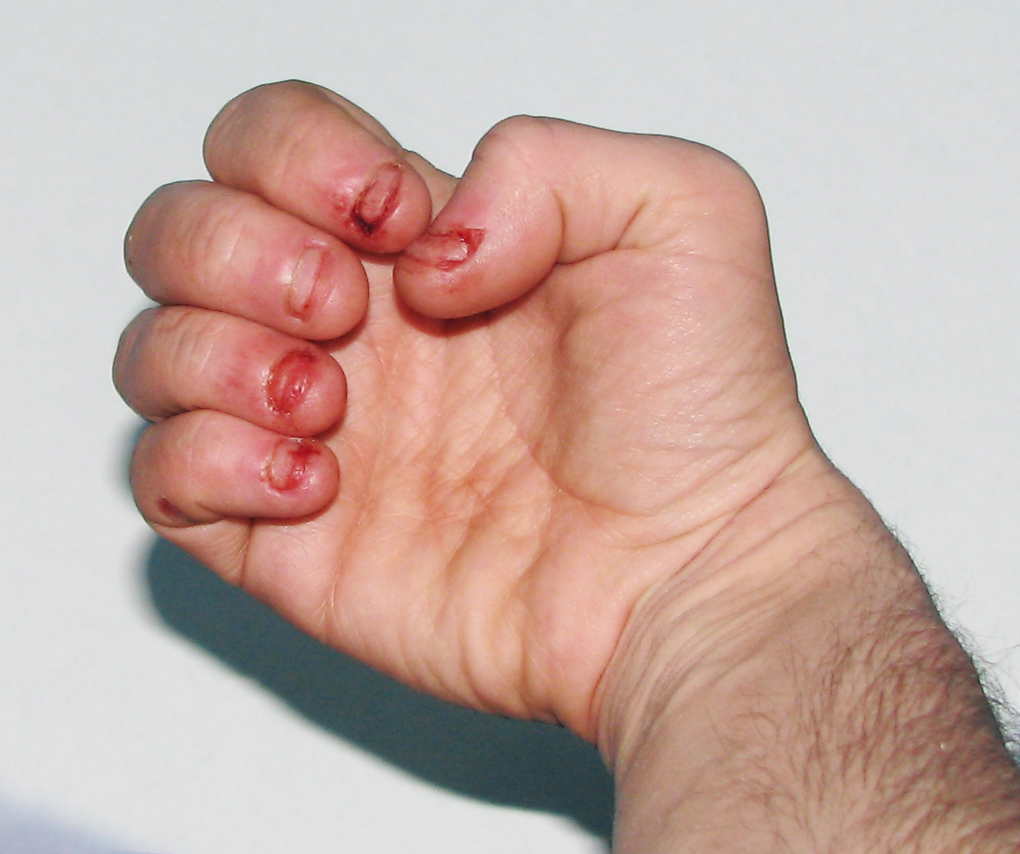
Dermatofagie

- Akné - způsobeno infekcí a ucpáním mazových žlázek nadměrně vylučovaným mazem, objevuje se zejména v pubertě ve formě pupínků nebo uhříků. Existuje několik druhů akné - černé tečky, zánětlivé pupínky. Při neléčení mohou pleť nevratně poškodit.
  - Chlorakné
- Aktinická keratóza
- Angiom
- Atletická noha
- Atopický ekzém
- Argýrie - otrava stříbrem, projevuje se zešednutím kůže
- Bradavice
  - Genitální bradavice
- Behcetův syndrom neboli Behcetova nemoc neboli BN - zánět krevních cév
- Blepharitis - zánětlivé onemocnění očních víček
- Bowenova choroba
- Bulózní pemfigoitida
- Celulitida
- Dermatitida
  - Atopická dermatitida
  - Fotodermatitida
  - Kontaktní dermatitida
  - Periorální dermatitida
  - Seboroická dermatitida
- Ekzém - zánětlivé kožní onemocnění, často způsobené alergickou reakcí organismu na nějakou látku
- Epidermolysis bullosa - "EB", vrozená dědičná vada, skupina genetických poruch způsobujících puchýře a strhávání pokožky i při sebemenším tření
- Erysipel
- Erytrodermie
- Groverova choroba
- Hemangiom
- Holohlavost
- Hyperhydróza/Hyperhidróza - nadměrné pocení
- Ichtyóza
- Impetigo - silně nakažlivá bakteriální infekce, způsobuje svědění
- Kaposiho sarkom - nádorové onemocnění způsobené lidským herpesvirem HHV-8
- Keloid, keloidní jizva
- Keratosis pilaris - folikulární hyperkeratóza, na pažích, hýždích, stehnech a výjimečně na hrudníku, vypadá jako husí kůže, nesvědí, zhoršuje se v zimě
- Kopřivka = urtika; kožní reakce na alergen, způsobuje svědění
- Křečové žíly - varixy
- Kvasinkové infekce
  - moučnivka - způsobuje ji kvasinka Candida albicans, postihuje zejména ústa a zevní rodidla
- Lichen planus
- Lipom - tukový nádorek, nezhoubný
- Lymfadenitis
- Lupénka
- Lupus vulgaris
- Lupy
- Mazová cysta
- Nádory kůže
  - Maligní melanom
- Melasma/melazma
- Moluska seu Molluscum contagiosum - infekční přenosné onemocnění kůže, způsobené virem, který se jmenuje Moluscipoxvirus. Projevuje se jako benigní (nezhoubná) virová kožní infekce.
- Neštovice
- Nevus flammeus - nápadné červené skvrny na kůži nebo pleši; vzniká poruchou krevního zásobení (nahromadění rozšířených krevních vlásečnic) nebo pigmentace kůže
- Omrzliny
- Opary
  - Pásový opar
- Opruzeniny
- Popáleniny - vznikají následkem vystavení pokožky nadměrnému slunečnímu nebo jinému záření, působení kyselin nebo vysokých teplot
- Potničky
- Podráždění hmyzem - např. roztoči, vši, blechy
- Plísňová onemocnění kůže - vznikají nejvíce ve vlhkých chráněných místech (podpaží, třísla, vlasy, chodidla, kůže mezi prsty)
- Proleženiny
- Rakovina kůže
- Raynaudova choroba
- Růžovka = rosacea, kůže je narudlá, mastná a zhrublá
- Skleroderma
- Spáleniny
- Svrab - infekce způsobená roztočem zvaným zákožka svrabová (Sarcoptes scabiei)
- Tinea neboli dermatofytóza - plísňové onemocnění kůže způsobené dermatofyty
- Vitiligo
- Vřídky
- Vyrážky
- Žilky - rozšířené žilky

## Historie
Za první vědecký traktát o dermatologii je považována práce Geronima Mercurialiho De morbis cutaneis (“O nemocích kůže”) z roku 1572. O jednu z prvních fotografických dokumentací kožních nemocí se prvním desetiletí devatenáctého století zasloužili Balmanno Squire, Dr. Alfred Hardy, Dr. A. de Montméja, Dr. Howard Franklin Damon, Dr. George Henry Fox a Dr. Oscar G. Mason.

## Atestace

### Atestace v ČR

#### Atestace podle vyhlášky MZd. č. 361/2011 Sb.
Vyhláška MZd. č. 185/2009 Sb. byla nahrazena realističtějšími požadavky pro řadu oborů. K 4.6.2011 však stále není známa náplň atestačního vzdělávání v oboru dermatovenerologie.

#### Atestace podle vyhlášky MZd. č. 185/2009 Sb.
Dermatovenerologie byla zařazena mezi obory navazující na dvouletý interní nebo chirurgický kmen, teprve poté měla následovat tříletá specializační příprava. Toto zařazení vyvolalo silnou kritiku Ministerstva zdravotnictví vedeného Danou Juráskovou, dermatovenerologie se spolu s neurologií staly obory, na kterých se nejvíce poukazovalo na nerealistický a s odbornými společnostmi nekonzultovaný postup ministerstva při tvorbě vzdělávacích programů.

#### Starší atestace
Úplné postgraduální (tj. po promoci na lékařské fakultě) vzdělání dermatolovenerologa trvá v ČR minimálně 5 let. Kromě práce pod dozorem zkušených lékařů na dermatologických pracovištích musí lékař v předatestační přípravě absolvovat stáž na interně, chirurgii (ideálně plastické chrurgii nebo i na korektivní dermatologii), na oddělení infekčního lékařství, v mikrobiologické laboratoři a na gynekologii.

### Výcvikový program vAustrálii
V Austrálii musí budoucí dermatolog absolvovat čtyři až šest let na lékařské fakultě, jeden rok praxe a nakonec alespoň jeden rok všeobecné nebo chirurgické služby v systému státních nemocnic. Potom se stane způsobilým pro atestaci v oboru dermatologie. Proces výběru je přísný a průhledný - kandidáti musí složit zkoušky z dermatologie a farmakologie a podstoupit sledovaný a hodnocený praktický výcvik ve všech aspektech lékařské a chirurgické dermatologie. Na konci pětileté atestace dělají účastníci kurzu celostátní písemnou zkoušku, která trvá dva dny. Úspěšní kandidáti potom postupují k praktické ústní zkoušce, která také trvá dva dny. Úspěšní kandidáti potom mohou u Australasian College of Dermatologists (Australasijská akademie dermatologů) požádat o status vědeckého pracovníka.

### Výcvikový program vIndii
V Indii je k získání postu dermatologa potřeba po absolvování lékařské školy nebo nemocniční praxe absolvovat ještě minimálně dvouletý (kvůli diplomu) nebo tříletý (pro MD – diplom z dermatologie, venerologie a leprologie) výcvik. Tato doba zahrnuje výcvik ve všech oblastech všeobecné dermatologie, korektivní dermatologie, dermatopatologie, dermatochirurgie, pohlavních chorob (včetně HIV) a leprologie. Na konci výcviku musí budoucí lékař úspěšně napsat testy a projít klinickými zkouškami. Absolventi postgraduálního studia obdrží diplom DVD (diplom z venerologie a dermatologie) a MD (dermatologie, venerologie a lepra). Mnoho odborných lékařů také usiluje o certifikát vydávaný národním výborem (pro ocenění „diplomovaného pracovníka národního výboru“). Jedním z největších dermatologických sdružení na světě je Indický svaz dermatologů, venerologů a leprologů (IADVL).